# Boss Model Management
Boss Model Management è una agenzia di moda fondata nel 1988 dal fotografo inglese David Bosman. L'agenzia iniziò a diventare famosa negli anni 1990 come "l'agenzia che ha inventato i top model maschili" e da quel momento furono aperti uffici a New York, Miami, Londra e Città del Capo. L'azienda ha pubblicato un libro dello scrittore di Vanity Fair George Wayne intitolato Male Supermodels: the Men of Boss Models; in seguito l'azienda ha incominciato a rappresentare anche donne. Tra i modelli rappresentati più famosi spiccano Rupert Everett, Scott King, Marcus Schenkenberg, Ian Somerhalder, Joel West, David Fumero, Timothy Adams e John Enos III.